# مایل دریایی
مایل دریایی یا میل دریایی (به انگلیسی: Nautical mile) یک واحد اندازه‌گیری طول است که در تعریف باستانی فاصله دایرهٔ عظیمه‌ای بین دو نقطه روبروی یک زاویه مرکزی برابربا یک دقیقه قوسی است. مایل دریایی بتازگی در سیستم استاندارد بین‌المللی واحدها قرار دارد و بیشتر در دریانوردی و هوانوردی استفاده می‌شود. این واحد در حقوق بین‌الملل و معاهدات مربوط به حقوق دریاها به ویژه برای تعیین آب‌های سرزمینی نیز مورد استفاده است.

## تعریف
مایل دریایی امروزه معادل دقیقاً ۱۸۵۲ متر تعریف می‌شود و گره دریایی که یک واحد سرعت در دریانوردی است و برابربا مقدار مایل دریایی طی شده در یک ساعت است.

## علامت اختصاری
مایل دریایی علامت اختصاری مشخصی ندارد. در ایکائو از NM در سازمان‌های دریانوردی آمریکا و کانادا از حرف M استفاده می‌شود. مخفف‌های nmi و nm نیز مورد استفاده هستند.